# Луцій Ульпій Марцелл
Луцій Ульпій Марцелл (*Lucius Ulpius Marcellus, II ст. н. е. ) — давньоримський правник часів династії Антонінів.

## Життєпис
Походив з роду Ульпіїв. Про батьків немає відомостей. Відомий завдяки знанням у праві. Був членом імператорської ради імператорів Антоніна Пія і Марка Аврелія. Був правничим радником цих імператорів, а у Антоніна Пія головою особистої канцелярії. Марцелл мав ясний, незалежний, допитливий і критичний розум, що він довів неодноразовими полеміками з творами Юліана.

## Творчість
В його доробку твори з так званої «проблемної» літератури (Digestorium libri XXXI, Responsorum liber singularis), коментар до шлюбного кодексу імператора Августа (Ad legem Iuliam et Papiam libri VI), посадова інструкція консулу (De officio consulis) і критичні зауваження до творів Салвія Юліана і Помпонія (Notae ad Iuliani Digesta, Notae ad Pomponii Regularum librum singularem). Від цих доповнень до Дигест Юліана збереглося 160 фрагментів, пізніші правники теж часто посилалися на висловлювання Марцелла.

## Родина
- Ульпій Марцелл, проконсул провінції Британія у 180–185 роках.